# Hatadou Sako
Hatadou Sako (født 21. oktober 1995) er en fransk/senegalesisk håndboldspiller, som spiller i OGC Nice Côte d'Azur Handball og Senegals kvindehåndboldlandshold.